# Lighters
Lighters (englisch für „Feuerzeuge“) ist ein Lied des US-amerikanischen Rap-Duos Bad Meets Evil, bestehend aus den Rappern Eminem und Royce da 5′9″, das sie zusammen mit dem R&B-Sänger Bruno Mars aufnahmen. Der Song ist die zweite Singleauskopplung ihrer EP Hell: The Sequel und wurde am 14. Juni 2011 veröffentlicht.

## Inhalt
| Liedteil   | Künstler      |
| Refrain    | Bruno Mars    |
| 1. Strophe | Eminem        |
| 2. Strophe | Royce da 5′9″ |

In Lighters rappt Eminem, dass er es trotz aller Kritiker zum Rapstar geschafft hat und nach seiner Drogensucht ein erfolgreiches Comeback feiern konnte. Royce da 5′9″ blickt ebenfalls auf seine Rapkarriere zurück und preist Eminem für dessen Unterstützung. Durch die Popelemente des gesungenen Refrains von Bruno Mars unterscheidet sich das Lied deutlich von den anderen Songs der EP Hell: The Sequel.

“This one’s for you and me

Livin’ out our dreams

We are right where we should be

With my arms out wide, I open my eyes

And now all I wanna see

Is a sky full of lighters”

## Produktion
Der Song wurde von Eminem, The Smeezingtons (bestehend aus Bruno Mars, Philip Lawrence und Ari Levine) und Battle Roy produziert. Diese fungierten neben Royce da 5′9″ auch als Autoren.

## Musikvideo
Bei dem zu Lighters gedrehten Musikvideo führte der US-amerikanische Regisseur Rich Lee Regie. Es feierte am 22. August 2011 Premiere und verzeichnet auf YouTube über 183 Millionen Aufrufe (Stand Mai 2024).
Zu Beginn des Videos spielt Bruno Mars am Klavier und singt den Refrain. Eminem sitzt während seiner Strophe anfangs in einem unordentlichen Zimmer auf dem Sofa und schreibt seinen Text auf einen Notizblock. Er steht auf und steigt durch eine Tür im Boden in einen unterirdischen Gang, der mit roten Fackeln beleuchtet ist. Dort zündet er selbst eine Fackel an und läuft durch den Tunnel. Nun beginnt Royce da 5′9″ in einer Gefängniszelle zu rappen, wobei er seinen Text ebenfalls auf einen Block schreibt. Schließlich reißt er ein Poster von der Wand, hinter dem sich eine Luke befindet, durch die er klettert und sich jetzt auch im rot-beleuchteten Tunnelsystem befindet. Am Ende des Videos steigen beide Rapper aus dem Tunnel und stehen zwischen anderen Leuten auf einem Hügel, während sie in den Himmel schauen, wo Himmelslaternen aufsteigen.

## Single

### Covergestaltung
Das Singlecover ist schlicht gehalten und zeigt den typischen Bad Meets Evil-Schriftzug in weiß vor dunklem Hintergrund, in dem Rauchschwaden zu sehen sind. Im unteren Teil des Bildes befinden sich die Schriftzüge Lighters in Beige und Featuring Bruno Mars in Weiß.

### Chartplatzierungen
Lighters stieg am 16. September 2011 auf Platz 26 in die deutschen Charts ein und konnte sich mit einer Unterbrechung zwölf Wochen in den Top 100 halten. Die beste Platzierung belegte das Lied mit Rang 2 in Neuseeland. Ebenfalls die Top 10 erreichte Lighters unter anderem in den Vereinigten Staaten, Norwegen, der Schweiz und im Vereinigten Königreich.
| ChartsChartplatzierungen       | Höchstplatzierung | Wochen |
| ------------------------------ | ----------------- | ------ |
| Deutschland (GfK)              | 26 (12 Wo.)       | 12     |
| Österreich (Ö3)                | 41 (14 Wo.)       | 14     |
| Schweiz (IFPI)                 | 10 (25 Wo.)       | 25     |
| Vereinigte Staaten (Billboard) | 4 (22 Wo.)        | 22     |
| Vereinigtes Königreich (OCC)   | 10 (23 Wo.)       | 23     |

| ChartsJahrescharts (2011)      | Platzierung |
| ------------------------------ | ----------- |
| Schweiz (IFPI)                 | 65          |
| Vereinigte Staaten (Billboard) | 34          |
| Vereinigtes Königreich (OCC)   | 88          |

### Auszeichnungen für Musikverkäufe
Lighters wurde im Jahr 2012 für mehr als zwei Millionen Verkäufe in den Vereinigten Staaten mit einer doppelten Platin-Schallplatte ausgezeichnet. Im Vereinigten Königreich erhielt der Song 2021 für über 400.000 verkaufte Einheiten eine Goldene Schallplatte.

| Land/Region                  | Auszeichnungen für Musikverkäufe (Land/Region, Auszeichnung, Verkäufe) | Verkäufe  |
| ---------------------------- | ---------------------------------------------------------------------- | --------- |
| Australien (ARIA)            | 3× Platin                                                              | 210.000   |
| Brasilien (PMB)              | Gold                                                                   | 30.000    |
| Dänemark (IFPI)              | Gold                                                                   | 45.000    |
| Frankreich (SNEP)            | —                                                                      | 40.900    |
| Neuseeland (RMNZ)            | Platin                                                                 | 15.000    |
| Schweden (IFPI)              | Platin                                                                 | 40.000    |
| Vereinigte Staaten (RIAA)    | 2× Platin                                                              | 2.208.000 |
| Vereinigtes Königreich (BPI) | Gold                                                                   | 400.000   |
| Insgesamt                    | 3× Gold · 7× Platin ·                                                  | 2.988.900 |

Hauptartikel: Eminem/Auszeichnungen für Musikverkäufe